# Kiribati aux Jeux olympiques d'été de 2008
Les Kiribati participent aux Jeux olympiques d'été de 2008 à Pékin. Il s'agit de leur 2e participation à des Jeux d'été. 

## Délégation

### Athlétisme
- Rabangaki Nawai au 100 mètres

| Épreuve    | Athlète         | Séries   | Séries | Quarts de finale | Quarts de finale | Demi-finales | Demi-finales | Finale   | Finale |
| Épreuve    | Athlète         | Résultat | Rang   | Résultat         | Rang             | Résultat     | Rang         | Résultat | Rang   |
| ---------- | --------------- | -------- | ------ | ---------------- | ---------------- | ------------ | ------------ | -------- | ------ |
| 100 mètres | Rabangaki Nawai | 11.29    | 8e     | -                | -                | -            | -            | -        | -      |

### Haltérophilie
Hommes
- David Katoatau[1]